# イオンのお葬式
イオンのお葬式（イオンのおそうしき）は、イオンライフ株式会社が展開している葬祭斡旋事業である。
本項では、「イオンのお葬式」を運営するイオンライフ株式会社についても記述する。

## 概要
2009年9月、イオン独自の「葬儀サービス品質基準」を定め、それに沿った葬儀プランと費用を打ち出し、下請けの葬儀業者にそれを実施させている。葬儀業者や僧侶に対しては、研修やセミナーを行っている。

## イオンライフ株式会社
イオンライフ株式会社は、千葉県千葉市美浜区の幕張新都心に本社を置く、葬祭斡旋事業「イオンのお葬式」を運営するイオングループの企業である。

### 沿革
- 2009年9月1日、「イオンのお葬式」事業開始[2]。
- 2010年5月、公式サイトに「お布施額の目安」を掲載。これに対し全日本仏教会が「企業による宗教行為への介入」として公表の中止を要請[3][4][5]。。
- 2012年3月、関東限定で「イオンのペット葬」開始[6]、以降近畿、北陸地方に拡大。
- 2012年5月、5つのセットプラン（火葬式・家族葬・1日葬・自宅葬・家族葬セレクト）開始。
- 2012年8月、分割払い開始。
- 2013年5月、東京国際フォーラムで開催された「GGコレクション」に出展。
- 2013年9月1日、「イオンの永代供養」開始[7]。
- 2014年9月1日、イオンライフ株式会社として分社[8]。
- 2017年12月8日、千葉市の終活支援業務を受託[9]。
- 2019年4月12日、景品表示法違反で、消費者庁より課徴金179万円の支払い命令を受けた（後述）
- 2019年5月17日、代表取締役が広原章隆から島田諭に交代[10]。
- 2021年3月1日、代表取締役が島田諭（マックスバリュ関東社長へ）から中村敏之（イオン銀行部長）に交代[11]。

## 不祥事
景品表示法違反
2017年12月22日、新聞広告に「追加料金不要」と掲載しながら、実際には追加料金が掛かるケースが全体の4割に上ったとして、消費者庁から景品表示法違反（有利誤認）で再発防止を求める措置命令を受けた。また、これに関連して消費者庁は2019年4月12日に、同社に対し同法違反で課徴金179万円の支払いを命じた。この問題を受け、イオングループ本社は2019年5月17日付で、広原章隆を代表取締役から更迭、グループ本社から島田諭を新たに代表取締役として指命した。